# August Hermann Francke (tibétologue)
Ne doit pas être confondu avec August Hermann Francke.
Pour les articles homonymes, voir Francke.
August Hermann Francke, né le 5 novembre 1870 en province de Silésie et décédé le 16 février 1930 à Berlin, est un missionnaire morave en poste de 1896 à 1908 au Ladakh alors également appelé petit Thibet et Tibet indien, région de culture tibétaine en Inde. Il a notamment travaillé sur l'histoire du Tibet et du Ladakh et a publié plus de 200 articles sur le sujet. Il est un descendant du théologien August Hermann Francke, dont il porte le nom en son hommage.

## Sa vie
Francke naquit en 1870 à Gnadenfrei en province de Silésie. Il vient d’une famille de confession morave originaire de Bohême qui s’était installée à proximité d’Herrnhut au XVIIIe siècle. Son grand-père Christian Friedrich Francke (n.c.) fut missionnaire en Afrique du Sud. A.H. Francke fit des études dans diverses universités européennes et étudia plusieurs langues avant de devenir instituteur puis d’être envoyé en mission à Leh où il arrive en 1896. En 1897, il alla à Amritsar pour se marier avec Anna Theodora Weiz (n.c.). Cette dernière était aussi morave et sa famille avait été en mission en Afrique du Sud et au Surinam. Elle fit de brillantes études en Europe avant de venir à l’Institut Anglais pour filles d’Amritsar. Mais il est important de noter que son oncle par alliance était Karl Marx (un autre missionnaire morave en poste au Ladakh à la fin du XIXe siècle). Il aura trois enfants avec Anna, tous nés au Ladakh. À l’exception du premier, il fit comme les chrétiens Ladakhis en leur donnant un nom chrétien et un nom tibétain,.
Mis en poste à Leh en 1896, il va créer une mission à Khalatse en 1899, puis s’installera à la mission de Keylong en 1906. En 1908 la santé de sa femme le contraint à rentrer en Allemagne, mais il retourne l’année suivante en Himalaya à la demande de l’Archaeological Survey of India. En 1911, il est nommé professeur honoraire à l’université de Breslau, aujourd’hui Wrocław en Pologne. En 1914, il retourne au Ladakh via la Russie, l’établissement morave de Sarepta, Yarkand et le col de Karakoram. Arrivé au Ladakh il rencontre l’expédition de Filippo De Filippi (1869-1938) (it) qui lui apprend l’entrée en guerre de l’Allemagne contre la Russie. Après être resté trois semaines seulement à Leh, il va à Srinagar où, la Première Guerre mondiale ayant éclaté, il est interné au camp de Ahmadnagar. Il est rapatrié en Allemagne en 1916 et sert d’interprète dans un camp de prisonniers militaires indiens en Roumanie. Il est emprisonné une seconde fois en 1918 en Serbie. À la fin de la guerre, ne pouvant plus retourner en Inde, il continue ses études et traductions en Allemagne où, à partir de 1922, il donne des cours de tibétain à l’université de Berlin avant que celle-ci ne le nomme professeur extraordinaire de l’université en 1925. Il meurt à Berlin en 1930.

## Son œuvre

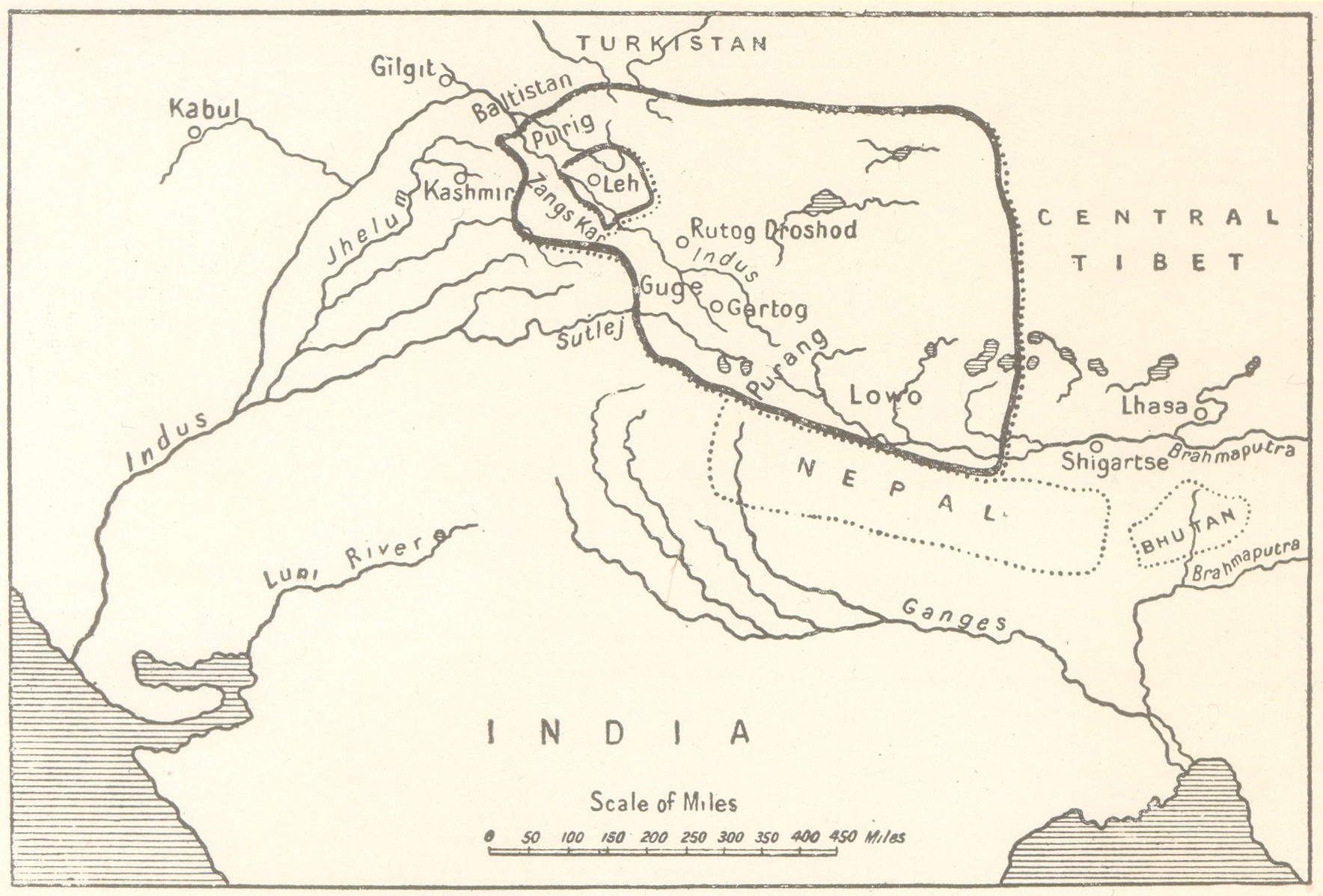
Empire du Ladakh du roi Tsewang Namgyal, carte de Francke

Francke fut l’un des savants morave les plus prolifiques avec la publication de plus de 200 articles en anglais et en allemand et de nombreux livres à propos du Ladakh,,. Il s’intéressa à l’histoire ancienne du Ladakh et à l’établissement des premiers habitants à travers l’étude de preuves physiques comme des objets dardes ou des inscriptions, mais aussi de la tradition orale. Cette dernière comprend d’une part la retranscription de chants, dardes et ladakhis, mais aussi des traditions, contes et légendes. Les Ladakhis se considèrent comme des descendants de Guésar de Ling, Francke a donc dû étudier l’épopée. Peut-être est-ce pour cette raison que Francke émit l’hypothèse, fausse, selon laquelle le Ladakh était le berceau des rois du Tibet. Il avait même cherché à faire correspondre des localités mentionnées à leur sujet avec des toponymes au Ladakh,. Il rapporta aussi un grand nombre de manuscrits et de livres qui sont aujourd’hui dans les archives allemandes, britanniques et indiennes. Parmi les manuscrits auxquels il a pu avoir accès, se trouvent les manuscrits des chroniques anciennes du Ladakh qui composent le second volume de Antiquities of Indian Tibet. Après son retour en Allemagne, Francke étudia aussi un texte Bönpo, le Sermig, ainsi qu’un document historique tibétain retrouvé à Turfan. Bien qu’il ait su allier son travail scientifique et missionnaire, il reçut tout de même quelques critiques de la part de certains de ses coreligionnaires comme Benjamin La Trobe (n.c.), pasteur à Herrnhut, qui lui fit le reproche que ses études l’empêchaient de se concentrer sur son travail d’évangélisation. Ce à quoi Francke lui répondit que pour communiquer, il fallait connaître la culture. Durant ses expéditions de 1906-1908, Sir Aurel Stein (1862-1943), découvrant des manuscrits tibétains dans les ruines de la forteresse de Miran dans le Takla-Makan, notera au sujet de Francke : 
« Tandis que je tenais [les documents] entre mes mains engourdies, je pensais aux difficultés de traduction qu’ils susciteraient dans l’avenir, sans parler de la calligraphie elle-même, serrée et très cursive. […] Pour une élucidation totale des documents, tels que ceux qui furent découverts dans la forteresse de Miran, une perspicacité philologique doublée d’une connaissance intime de la langue vivante ainsi que des coutumes du Tibet étaient absolument essentielles. Le docteur révérend A. H. Francke de la mission Morave de Leh – l’un de mes anciens collaborateurs dont l’autorité est reconnue en matière d’antiquités du Tibet de l’Ouest – est le confrère indispensable pour cette tâche et, à ma grande satisfaction, il a accepté d’y participer. »,
Francke eut aussi l’occasion d’utiliser les presses lithographiques de Leh et de Keylong. Celle de Keylong avait déjà servi à Jäschke vers 1858 pour imprimer des tracts, articles, et son dictionnaire romanisé. Outre les traductions religieuses comme une vie de Jésus en ladakhi (sKyabs mgon ye shu), il y publiera certaines de ses études sur les proverbes, les histoires locales et les inscriptions. En 1904, il espère populariser l’écriture en lançant le premier journal entièrement écrit en tibétain, les Nouvelles du Ladakh (ལ་དྭགས་ཀྱི་ཨག་བར།),,. Il l’écrit en écriture cursive, U-mé, souhaitant l’opposer à l’U-can qu’il pense être réservée aux textes religieux. Ce journal mensuel comporte trois sections : l’une consacrée aux nouvelles internationales tirées du Bombay Guardian, une autre sur des textes ladakhis et la troisième à caractère prosélyte. Il fut notamment question de l’expédition militaire britannique au Tibet dirigée par Francis Younghusband en 1903 et 1904. La seconde partie comportait des extraits des chroniques anciennes du Ladakh et enthousiasma les Ladakhis lorsqu’il fut question de la conquête Dogra (en) du début du XIXe siècle. À ce sujet, Francke recueillit notamment les mémoires de Khalatse qui seront publiées en 1938-39 par Walter Asboe. La troisième partie, quant à elle, se propose d’utiliser les proverbes ladakhis pour faire passer le message chrétien. Malgré des problèmes de distribution, le journal aurait passé de main en main la frontière avec le Tibet. Cette première mouture du journal cessera au départ de Francke en 1908 puis l’idée d’un journal sera reprise par Asboe qui ajoutera des illustrations, puis par les époux Pierre et Catherine Vittoz, les derniers missionnaires européens à Leh. Ces derniers travailleront notamment avec Eliyah Tseten Phuntsog en éditant des pamphlets anti-communistes dans les années cinquante. Il faut souligner aussi que, parmi les 150 exemplaires de la première édition, 20 furent envoyés à Darjelling. De plus, il est important de noter que l’imprimerie de Keylong avait pour souscripteurs la Bibliothèque Nationale de Berlin ou le professeur Tucci.

Sa connaissance des langues et des dialectes l’ont conduit aussi à travailler sur la traduction d’extraits de la Bible. Bien qu’il acceptait, comme Jäschke avant lui, que la Bible fût traduite en tibétain classique, il comprit les difficultés des populations locales pour comprendre cette version en cours d’écriture. Il traduisit notamment l’Évangile selon Marc en dialecte du Lahul. En 1906 il fut nommé membre d’honneur de la British and Foreign Bible Society. En 1909, alors qu’il était rentré en Allemagne, la British and Foreign Bible Society coordonna et finança le travail de traduction de la Bible. Joseph Gergan, un ladakhi converti, produisit alors une première version de l’Ancien Testament en 1910 qu’il envoya pour correction à Francke. Francke la révisa et en adressa une copie à David Macdonald, un représentant britannique au Tibet, né de parents sikkimais et écossais, parlant couramment le tibétain de Lhassa, et qui avait participé à la traduction du nouveau testament en tibétain vers 1903.